# Tram ATAC: motrici Stanga
Le vetture tranviarie serie 7000 dell'ATAC di Roma sono una serie di vetture tranviarie articolate, entrate in servizio sulla rete tranviaria cittadina nell'immediato dopoguerra.

## Storia
Le vetture, costruite dalle Officine Meccaniche della Stanga di Padova nel 1947–49, sono motrici monodirezionali, articolate a due casse su tre carrelli di tipo Brill 97-E, di cui quelli di estremità motorizzati. Furono progettate sulla base del prototipo 7001, che era stato costruito nel 1941 e gravemente danneggiato per cause belliche nel 1943, il cui rottame fu poi completamente demolito nel 1950. Il prototipo, a sua volta, derivava progettualmente dalle motrici articolate serie 400 STEFER, progettate dall'ing. Mario Urbinati nel 1938; essi all'epoca furono dei tram di assoluta avanguardia mondiale, specie per l'innovativo snodo tra le due semicasse, chiamato "giostra Urbinati", utilizzato poi anche sulle motrici in oggetto. Le vetture di serie furono numerate da 7001 a 7099, per un totale di 50 esemplari, e presero la denominazione di "Treno Articolato Stanga" (TAS). Il personale ATAC, in particolare i conducenti, le ha sempre chiamate "le Stanga". Essendo la matricola 7001 al tempo ancora occupata dal prototipo, la prima unità ad essere consegnata - e immessa in servizio il 22 novembre 1947 sulla linea 37 piazza Cavour-piazza Bainsizza - fu numerata 7003 (vettura tutt'oggi in servizio regolare); l'ultima unità, che entrò in servizio all'inizio del 1950, fu invece numerata 7001, essendosi contemporaneamente deciso, come accennato dianzi, di radiare il vecchio prototipo.
La cassa di queste motrici fu realizzata interamente in acciaio; essendo monodirezionali, furono munite di tre porte sul solo lato destro rispetto al senso di marcia della motrice; le due porte ubicate sulla semicassa anteriore sono a quattro antine, la porta posteriore ne ha invece sei.

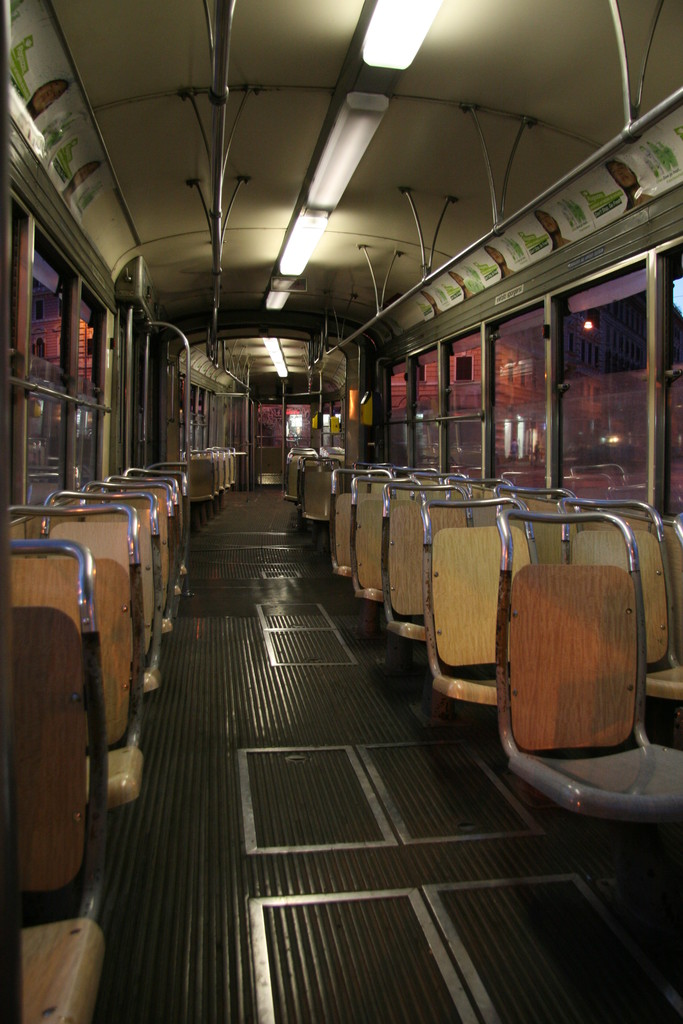
Interni tipici delle vetture non rinnovate, con 3 file di sedili in formica, mancorrenti sverniciati e pannelli grigi

I carrelli sono tre, con sospensioni primarie e secondarie con molle ad elica; quelli di estremità sono muniti ciascuno di due motori di trazione, azionati tramite un sistema reostatico ad avviamento automatico. La regolazione della velocità era ottenuta tramite il classico sistema ad accoppiamento delle coppie di motori, a loro volta collegati permanentemente a due a due, in serie ed in parallelo, unitamente appunto alla regolazione reostatica. Sul prototipo il comando della trazione era a pedale, sistema però poco gradito dai conducenti dell'epoca; forse anche per questo motivo, sulle unità di serie si ritenne opportuno utilizzare invece la più consueta manovella. La frenatura di servizio è elettrica reostatica, accoppiata alla classica frenatura pneumatica, del tipo a ceppi, e a un freno a pattini elettromagnetici per l'arresto di emergenza; il comando della frenatura si ottiene essenzialmente tramite un rubinetto autoregolatore. L'aria per la frenatura si ottiene tramite un gruppo motocompressore di tipo tradizionale alternativo, alimentato direttamente alla tensione di rete. 
Nei primi anni Cinquanta la STEFER, esercente le tranvie interurbane dei Castelli, ordinò alla Stanga 8 unità analoghe, che vennero classificate nella serie 500 con numeri 501–508, per il servizio sulle tratte urbane (Termini–Capannelle/Cinecittà) della sua rete; le prime quattro unità furono consegnate nel 1952, le seconde quattro nel 1953. Nel 1985, alcuni anni dopo la chiusura dell'ultima tratta STEFER, sostituita dalla linea A della metropolitana, le vetture furono acquistate dall'ATAC, che le rinumerò nella serie 7100 (matricole dispari da 7101 a 7115); furono completamente ricostruite presso ditte esterne nel 1987/88. Queste otto unità si distinguevano dalle "sorelle" ATAC in quanto dotate di un diverso motocompressore, di pantografo simmetrico anziché di archetto, di motori di maggior potenza e di altri particolari, sia tecnici che di carrozzeria; col passaggio di proprietà furono poi sostanzialmente unificate, come caratteristiche e prestazioni, alle serie 7000 già in uso. 
Nei primi anni ottanta fu iniziato un importante programma di ammodernamento delle Stanga, che si concluse nel 1997: furono apportate diverse modifiche e migliorie sia alla parte meccanica che a quella elettrica, con qualche miglioria anche alla cassa. L'implementazione dell'intervento avvenne perlopiù presso le Officine Aziendali ATAC di via Prenestina; ne furono escluse le otto unità ex STEFER, che erano già più "moderne" essendo state ricostruite da ditte esterne nel 1987/88. I carrelli furono rinforzati nel telaio e, successivamente, ricevettero boccole a rulli e ruote elastiche, come già avvenuto anni addietro sulle otto unità ex STEFER. Furono anche ammodernati l'impianto di illuminazione interna (con lampade a fluorescenza anziché ad incandescenza) e l'avviamento (il sistema automatico originale fu sostituito con un altro a controllo semielettronico); si provvide poi ad applicare un impianto a bassa tensione e furono modificati il comando dei pattini elettromagnetici e delle porte, mantenendo però la peculiare presa elettrica a doppio braccio parallelo. Le unità ex STEFER vennero invece dotate di un pantografo asimmetrico Brecknell-Willis in luogo dell'originale simmetrico; successivamente su svariate unità venne adottato anche il classico archetto delle 7000; l'ultima 7100 ad aver mantenuto l'archetto è stata la 7113: da luglio del 2022 infatti le è stato montato il regolare pantografo.
Di fatto col passare di tempo l'unico modo per distinguere chiaramente una Stanga originale ATAC da una unità ex STEFER è rimasto il numero di matricola; ad una visione più attenta si possono però notare piccole differenze nella cassa, come un diverso spazio tra la linea superiore dei finestrini ed un coprigiunto presente sopra di essi, una differente base del pantografo ed un frontale pure non del tutto identico tra i due sottogruppi.
A partire dai primi anni 2000, inizia un radicale programma di revamping che ha visto l'intera flotta riverniciata in verde a due toni, e nuovi interni su un numero consistente di unità, tuttavia per lungo periodo i nuovi sedili unificati tipo Fainsa (in verde sui tram, in rosso sugli autobus), convissero con i più classici in formica, montati sui TAS a partire dagli anni '70, e rimasti su rotabili in circolazione fino all'accantonamento delle ultime unità nel 2018 (anno in cui vennero progressivamente distolte le 7001, 7007, 7013, 7027, 7029, 7031, 7051 - sviata a Valle Giulia a novembre 2017 - e 7081); tutte le unità attualmente circolanti (2025) hanno gli interni rinnovati, con pannelli verde chiaro, sedili Fainsa in due toni di verde, mancorrenti gialli posizionati in corrispondenza delle porte, lungo i ricaschi interni dell'imperiale e paralleli a ogni sedile - ad eccezione dei 4 posti posizionati nella "giostra"
In parallelo alle operazioni di rinnovo, partì la sperimentazione dei pantografi monobraccio su tutti i 53 TAS al tempo in servizio (le unità 7073 e 7093 erano state demolite dopo un incidente nel 2001 che vide una delle due, in uscita dal deposito di Porta Maggiore, impattare contro l'altra in servizio sulla linea 14; di lì a breve seguirono anche le unità 7043, 7045 e 7065), prima con il riutilizzo di un modello simile a quello montato in origine dalle motrici Socimi (montato anche su alcune unità ancora in arancio), poi - a partire dalla seconda metà degli anni 2000, e fino al 2023 - si optò per unificare i pantografi su tutto il parco rotabili tranviario, usando collettori prodotti dal gruppo Schunk, che ad oggi sono presenti su tutti i TAS circolanti, ad eccezione delle unità 7017 e 7063, ultime in servizio ordinario a mantenere l'originale archetto "Tipo Roma" (a queste si aggiungono anche alcune unità accantonate - la 7021, primo tram ristorante della Capitale, e le 7069 e 7095, più le due motrici salvate dal lotto di 12 previsto per la demolizione nel 2022, di cui ancora non sono note le matricole)
Questi tram diedero ottimi risultati fin dall'inizio della loro vita operativa, venendo apprezzate sia dal personale che dall'utenza. Il loro impiego sulla linea "circolare rossa", poi soppressa, valse loro anche il soprannome di "circolari".
Le "Stanga" hanno accumulato oltre settant'anni di servizio: ai primi mesi del 2025 operano quasi esclusivamente sulle linee 5, 14 e 19, alternandosi con le SOCIMI Serie 9000; dopo un breve ritorno sulla linea 3, su sporadiche corse di sussidio fra il 2020 e il 2022 (con picchi nella primavera-estate del 2021, quando un massimo di 4 vetture in contemporanea poteva vedersi su rinforzi limitati alla tratta Valle Giulia-Porta San Paolo), a partire dall'8 maggio 2025 torneranno a percorrere il ramo sud della grande "U" tranviaria, da Porta Maggiore per viale Carlo Felice, piazza San Giovanni, via Labicana, il parco del Celio e viale Aventino fino a Porta San Paolo, lungo la nuova linea storica 7 Termini-Piramide, nota anche come "Archeotram". Col passare degli anni, data la loro obsolescenza e scarsa rispondenza alle moderne esigenze (specie per l'assenza del pianale ribassato), se ne prevede la graduale dismissione in favore di nuovi mezzi più moderni; l'acquisto nel 2023 dei 121 tram CAF serie Urbos 3 (il futuro gruppo 9300-9400), consentirà fra il 2027 e il 2028 - dopo una lunga carriera di 80 anni in servizio regolare, di distogliere gli ultimi TAS dal servizio regolare; ne è prevista però la conservazione di alcune unità - circa 10 - che verranno inserite nel parco storico (ad oggi, si contano le 2 salvate dalla demolizione, e si ipotizza una conservazione storica anche per quelle motrici che verranno assegnate alla linea Archeotram, di prossima attivazione), più l'unità ristorante 7115, nota come "Tramjazz".

## Livree
Le "Stanga" entrarono in servizio con una livrea a due toni di verde, applicata secondo un caratteristico disegno discendente (detto "a gradini"), a partire dal 1968 viene semplificato nel disegno: in alto verde chiaro, in basso verde scuro, con i due toni divisi dalla fascia araldica in giallo/rosso. Fino agli anni settanta, queste vetture sfoggiavano sul frontale la firma in corsivo "Stanga", apposta dal costruttore, scritta poi, purtroppo, eliminata.
Nel 1972 iniziò l'applicazione della livrea verde "Roma 71", sostituita a partire dal 1978 dall'"arancio ministeriale".
Dal 2000 le vetture hanno ricominciato ad essere verniciate in livrea a due toni di verde, seguendo generalmente il disegno semplificato introdotto nel 1968, ma con una diversa disposizione dei colori - le bande da 2 diventano 4: la fascia dei finestrini e il sottocassa sono in verde scuro, il ricasco del tetto e la fascia principale a centro cassa in verde chiaro, in basso, a dividere i due toni, viene posizionata la fascia araldica; sui frontali le ghiere del fanale vengono riverniciate in nero su alcune vetture (es. 7089), verde chiaro (es. 7025, 7071), o verde scuro (es. 7063, 7079); il paraurti (fino alla ricostruzione degli anni '80 costituito da due barre metalliche e che sui rotabili ATAC veniva verniciato inizialmente in verde chiaro, poi unificato al resto della cassa a partire dall'applicazione del Roma '71), assume il colore della fascia inferiore in verde scuro; raramente è capitato che venissero montati paraurti verniciati in nero.
Le unità STEFER erano invece verniciate nei colori sociali (blu e bianco, dal 1970 viene aggiunto il giallo sul paraurti) e, quando sono state acquisite dall'ATAC, furono ridipinte inizialmente in arancione per poi, come le "sorelle" serie 7000, essere ricolorate in livrea a due toni di verde. Anch'esse ebbero inizialmente, per un certo tempo, la firma "Stanga" apposta sul frontale dal costruttore.
Nel mese di aprile 2025, 3 unità (7009, 7035 e 7091) sono state riverniciate in una livrea a due toni di rosso, disegnata ad hoc per la nuova linea storica-turistica 7 (nota come "Archeotram"): questa segue la disposizione dell'attuale doppio verde, alternando bande in amaranto (sottocassa, fascia finestrini, porte) e rosso più brillante (tetto e centro cassa), con in basso una fascia dorata (a creare sui pannelli che avvolgono il sottocassa la fascia araldica di Roma); le iscrizioni "Archeotram" e i numeri di matricola sono applicati in bianco.

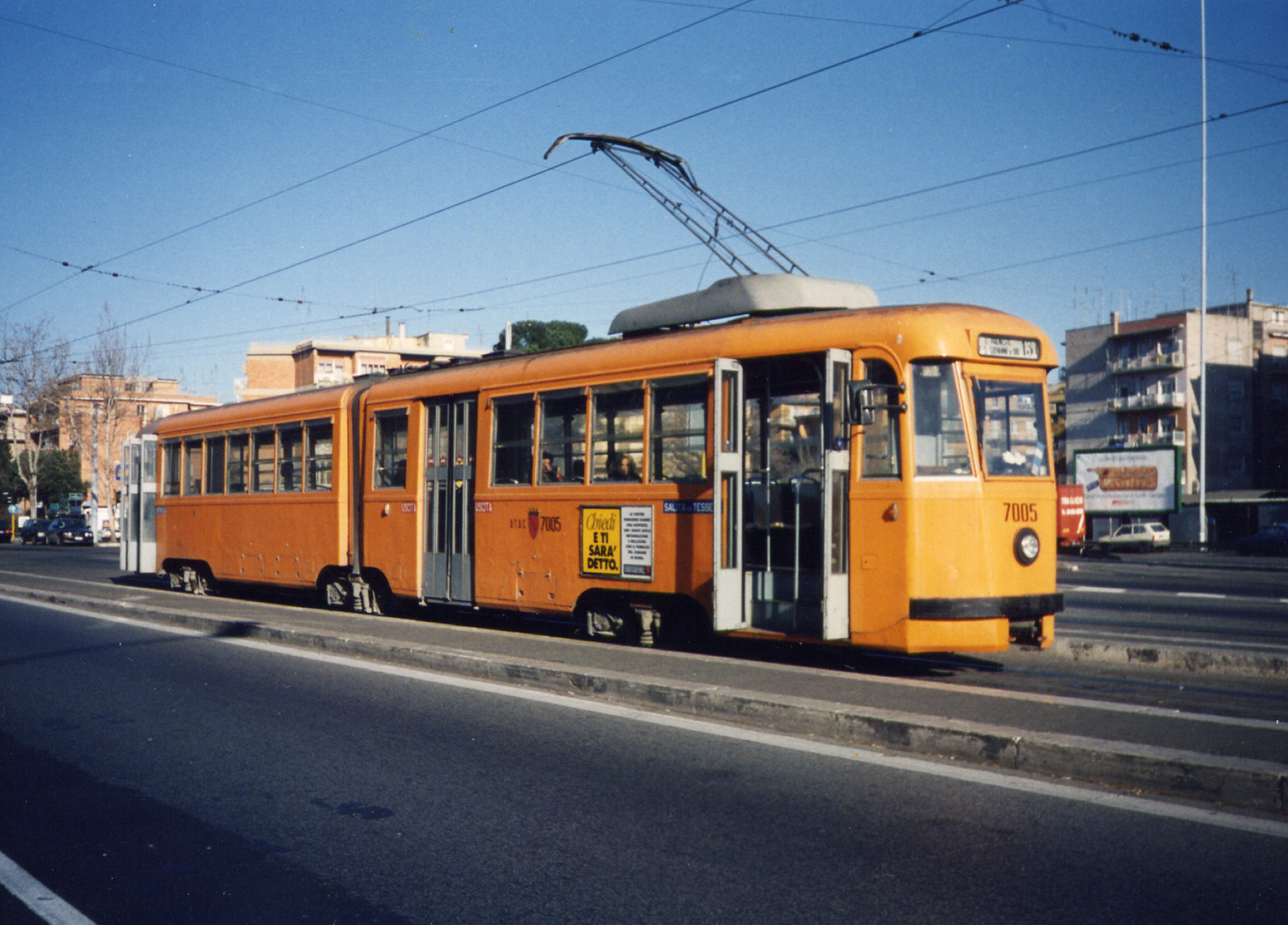
Vettura n. 7005 in livrea "arancio ministeriale"
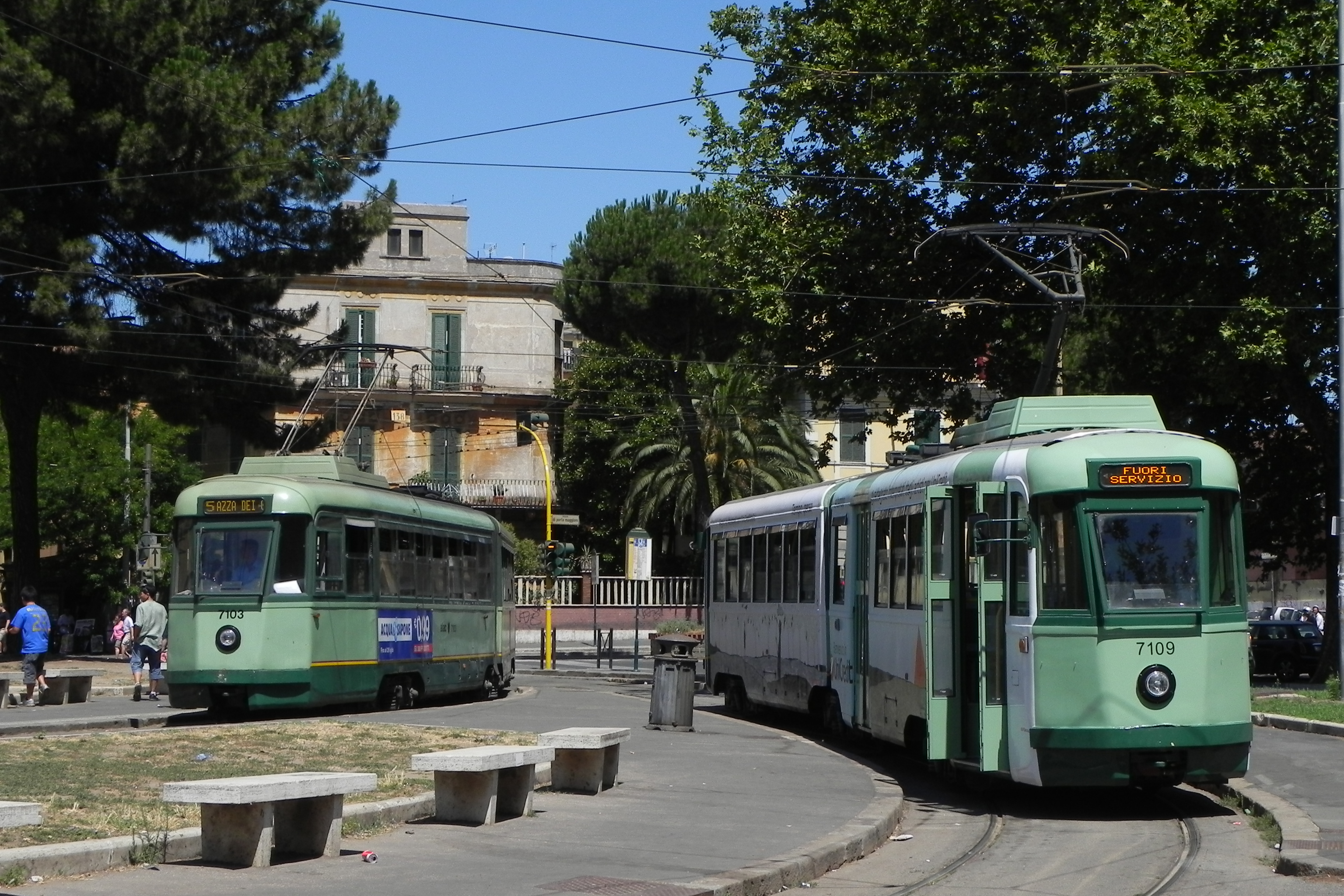
Due vetture ex STEFER in livrea bi-verde ATAC
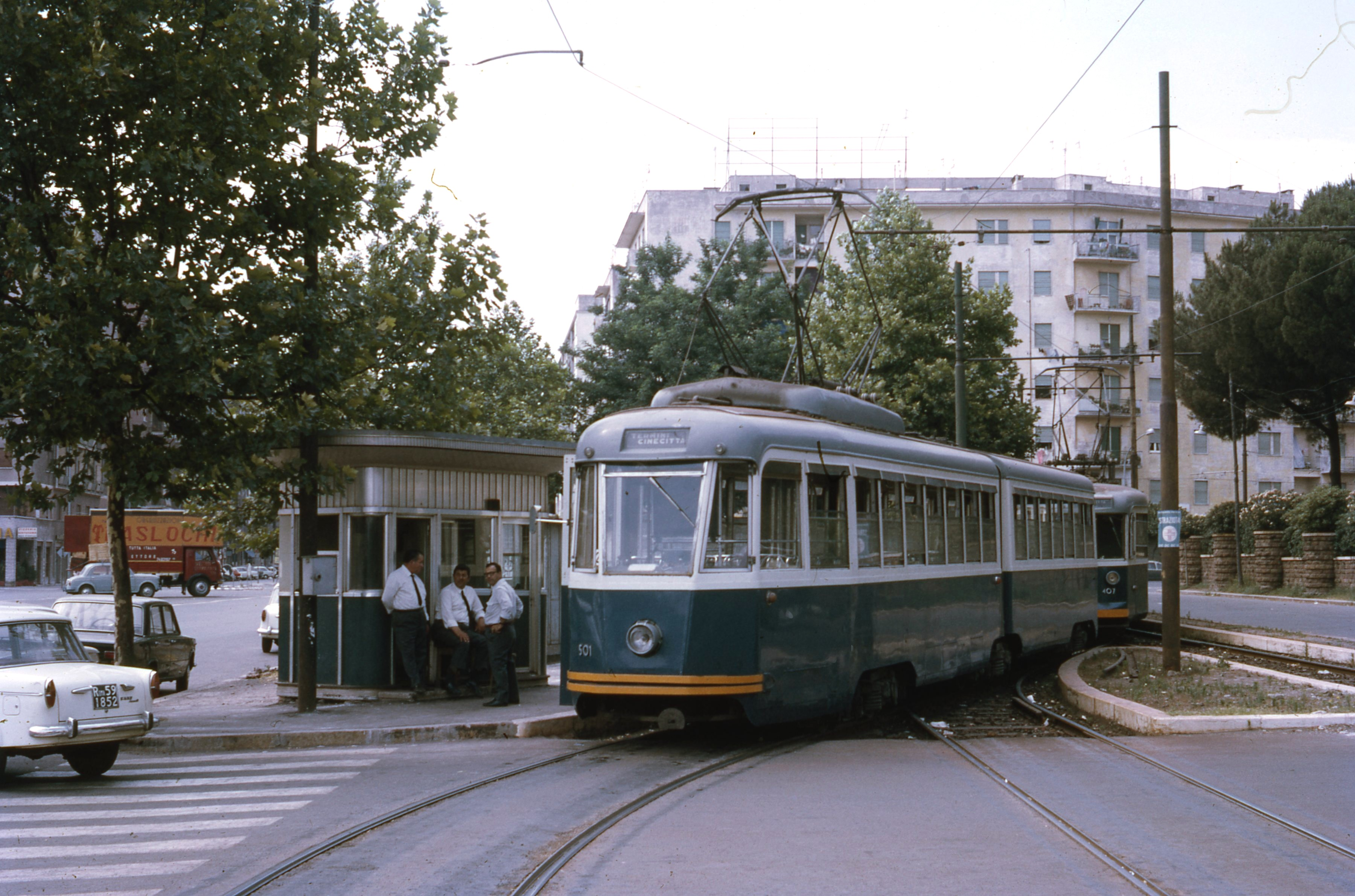
Vettura n. 501 della STEFER
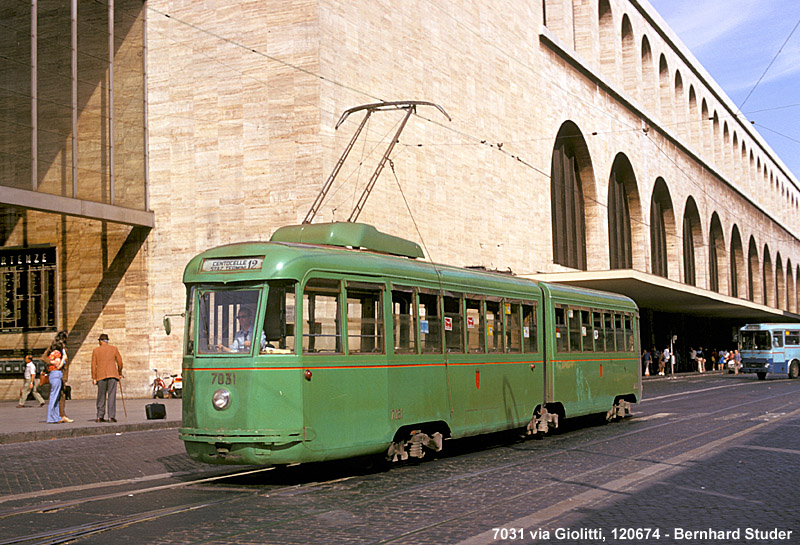
Vettura n. 7031 in livrea verde "Roma 71"

## Vetture speciali
Due vetture della serie sono state modificate negli interni per usi speciali: sono stati infatti aggiunti i tavolini e modificata la disposizione delle sedute, mentre nel posteriore sono stati ricavati una cucina e un bagno:
- 7021 (Tram Ristorante), è stata la prima ad essere attrezzata come vettura ristoro; ad oggi risulta ferma in attesa di revisione.
- 7115 (Tramjazz), attrezzata nel 2012 ed entrata in servizio nel 2016, è stata ridipinta con una sgargiante livrea grigio-rossa ed attrezzata con condizionatori; offre 38 posti a sedere.